# Coupe de France féminine de volley-ball 2024-2025
Navigation
Édition précédente Coupe de France 2025-2026
La Coupe de France féminine de volley-ball 2024-2025 est la 39e édition de la Coupe de France, compétition à élimination directe mettant aux prises des clubs de volley-ball professionnels affiliés à la Fédération française de volley, qui se dispute du 14 janvier au 29 mars 2025. 
Le vainqueur de l'épreuve se qualifie pour la Supercoupe de France 2025 ainsi que pour la Coupe de la CEV 2025-2026.

## Format de la compétition
La compétition se dispute sous la forme d'un tournoi à élimination directe, confrontant sur des matchs simples de 3 sets gagnants — set de 25 points, 2 points d'écart, tie-break en 15 points — 14 équipes professionnelles dont l'ensemble de celles disputant le Championnat de France 2024-2025, à l'exception de France Avenir, auxquelles s'ajoute la formation du Championnat Élite 2024-2025 ayant remporté la Coupe de France fédérale 2023-2024 : Saint-Dié-des-Vosges.
| Tour d'entrée       | Clubs participants | Clubs participants           |
| ------------------- | ------------------ | ---------------------------- |
| Huitièmes de finale | Béziers Volley     | Volley Mulhouse Alsace       |
| Huitièmes de finale | Bordeaux-Mérignac  | Quimper Volley 29            |
| Huitièmes de finale | RC Cannes          | Terville Florange OC         |
| Huitièmes de finale | VBC Chamalières    | Vandœuvre Nancy              |
| Huitièmes de finale | Volero Le Cannet   | Pays d'Aix Venelles          |
| Huitièmes de finale | VC Marcq-en-Barœul | Saint-Dié-des-Vosges (Élite) |
| Quarts de finale    | Levallois Paris SC | Neptunes de Nantes T         |

## Règlement
Formule sportive
- Les 2 équipes finalistes de la Ligue AF 2023-2024 (Levallois Paris SC et Neptunes de Nantes) sont exemptées des huitièmes de finale.

Tirage au sort et répartition des rencontres
- Les matchs sont constitués dans l'ordre du tirage au sort.
- L'équipe tirée au sort la première est désignée club « organisateur », excepté si une rencontre oppose un club du Championnat Élite à une formation de SP6. Dans ce cas, le club Élite est désigné de manière automatique comme « organisateur ».

## Diffuseurs
- L'intégralité de la compétition est diffusée par la Ligue nationale de volley à travers sa plateforme LNVtv (hors clubs Élite receveurs)[2],[3].
- La finale est également retransmise sur Sport en France[4] et BeIn Sports[5].

## Déroulement de la compétition

### Tableau
|  | Huitièmes de finale  | Huitièmes de finale |                    |   | Quarts de finale | Quarts de finale |  |  | Demi-finales    | Demi-finales    |  |  | Finale                             | Finale                             |
|  | Huitièmes de finale  | Huitièmes de finale |                    |   | Quarts de finale | Quarts de finale |  |  | Demi-finales    | Demi-finales    |  |  | Finale                             | Finale                             |
|  |                      |                     |                    |   |                  |                  |  |  |                 |                 |  |  |                                    |                                    |
|  |                      |                     |                    |   | 11 février 2025  | 11 février 2025  |  |  | 25 février 2025 | 25 février 2025 |  |  | 29 mars 2025, Chartres, Le Colisée | 29 mars 2025, Chartres, Le Colisée |
|  |                      |                     |                    |   | 11 février 2025  | 11 février 2025  |  |  | 25 février 2025 | 25 février 2025 |  |  | 29 mars 2025, Chartres, Le Colisée | 29 mars 2025, Chartres, Le Colisée |
|  | Neptunes de Nantes   |                     |                    |   | 11 février 2025  | 11 février 2025  |  |  | 25 février 2025 | 25 février 2025 |  |  | 29 mars 2025, Chartres, Le Colisée | 29 mars 2025, Chartres, Le Colisée |
|  |                      |                     |                    |   | 11 février 2025  | 11 février 2025  |  |  | 25 février 2025 | 25 février 2025 |  |  | 29 mars 2025, Chartres, Le Colisée | 29 mars 2025, Chartres, Le Colisée |
|  |                      |                     |                    |   | 11 février 2025  | 11 février 2025  |  |  | 25 février 2025 | 25 février 2025 |  |  | 29 mars 2025, Chartres, Le Colisée | 29 mars 2025, Chartres, Le Colisée |
|  | Neptunes de Nantes   | 3                   |                    |   |                  |                  |  |  | 25 février 2025 | 25 février 2025 |  |  | 29 mars 2025, Chartres, Le Colisée | 29 mars 2025, Chartres, Le Colisée |
|  | Neptunes de Nantes   | 3                   | 14 janvier 2025    |   |                  |                  |  |  | 25 février 2025 | 25 février 2025 |  |  | 29 mars 2025, Chartres, Le Colisée | 29 mars 2025, Chartres, Le Colisée |
|  |                      | Vandœuvre Nancy     | 1                  |   |                  |                  |  |  | 25 février 2025 | 25 février 2025 |  |  | 29 mars 2025, Chartres, Le Colisée | 29 mars 2025, Chartres, Le Colisée |
|  | Saint-Dié-des-Vosges | Vandœuvre Nancy     | 1                  | 1 |                  |                  |  |  | 25 février 2025 | 25 février 2025 |  |  | 29 mars 2025, Chartres, Le Colisée | 29 mars 2025, Chartres, Le Colisée |
|  | Saint-Dié-des-Vosges | 11 février 2025     |                    | 1 |                  |                  |  |  | 25 février 2025 | 25 février 2025 |  |  | 29 mars 2025, Chartres, Le Colisée | 29 mars 2025, Chartres, Le Colisée |
|  | Vandœuvre Nancy      | 3                   |                    |   |                  |                  |  |  | 25 février 2025 | 25 février 2025 |  |  | 29 mars 2025, Chartres, Le Colisée | 29 mars 2025, Chartres, Le Colisée |
|  | Vandœuvre Nancy      | 3                   | Neptunes de Nantes | 3 |                  |                  |  |  |                 |                 |  |  | 29 mars 2025, Chartres, Le Colisée | 29 mars 2025, Chartres, Le Colisée |
|  | 14 janvier 2025      |                     | Neptunes de Nantes | 3 |                  |                  |  |  |                 |                 |  |  | 29 mars 2025, Chartres, Le Colisée | 29 mars 2025, Chartres, Le Colisée |
|  |                      | Pays d'Aix Venelles | 1                  |   |                  |                  |  |  |                 |                 |  |  | 29 mars 2025, Chartres, Le Colisée | 29 mars 2025, Chartres, Le Colisée |
|  | Marcq-en-Barœul      | Pays d'Aix Venelles | 1                  | 2 |                  |                  |  |  |                 |                 |  |  | 29 mars 2025, Chartres, Le Colisée | 29 mars 2025, Chartres, Le Colisée |
|  | Marcq-en-Barœul      | 25 février 2025     |                    | 2 |                  |                  |  |  |                 |                 |  |  | 29 mars 2025, Chartres, Le Colisée | 29 mars 2025, Chartres, Le Colisée |
|  | Terville Florange    | 3                   |                    |   |                  |                  |  |  |                 |                 |  |  | 29 mars 2025, Chartres, Le Colisée | 29 mars 2025, Chartres, Le Colisée |
|  | Terville Florange    | 3                   | Terville Florange  | 0 |                  |                  |  |  |                 |                 |  |  | 29 mars 2025, Chartres, Le Colisée | 29 mars 2025, Chartres, Le Colisée |
|  | 14 janvier 2025      |                     | Terville Florange  | 0 |                  |                  |  |  |                 |                 |  |  | 29 mars 2025, Chartres, Le Colisée | 29 mars 2025, Chartres, Le Colisée |
|  |                      | Pays d'Aix Venelles | 3                  |   |                  |                  |  |  |                 |                 |  |  | 29 mars 2025, Chartres, Le Colisée | 29 mars 2025, Chartres, Le Colisée |
|  | Béziers Volley       | Pays d'Aix Venelles | 3                  | 1 |                  |                  |  |  |                 |                 |  |  | 29 mars 2025, Chartres, Le Colisée | 29 mars 2025, Chartres, Le Colisée |
|  | Béziers Volley       | 11 février 2025     |                    | 1 |                  |                  |  |  |                 |                 |  |  | 29 mars 2025, Chartres, Le Colisée | 29 mars 2025, Chartres, Le Colisée |
|  | Pays d'Aix Venelles  | 3                   |                    |   |                  |                  |  |  |                 |                 |  |  | 29 mars 2025, Chartres, Le Colisée | 29 mars 2025, Chartres, Le Colisée |
|  | Pays d'Aix Venelles  | 3                   | Neptunes de Nantes | 1 |                  |                  |  |  |                 |                 |  |  |                                    |                                    |
|  | 14 janvier 2025      |                     | Neptunes de Nantes | 1 |                  |                  |  |  |                 |                 |  |  |                                    |                                    |
|  |                      | Mulhouse Alsace     | 3                  |   |                  |                  |  |  |                 |                 |  |  |                                    |                                    |
|  | Bordeaux-Mérignac    | Mulhouse Alsace     | 3                  | 3 |                  |                  |  |  |                 |                 |  |  |                                    |                                    |
|  | Bordeaux-Mérignac    |                     |                    | 3 |                  |                  |  |  |                 |                 |  |  |                                    |                                    |
|  | Volero Le Cannet     | 0                   |                    |   |                  |                  |  |  |                 |                 |  |  |                                    |                                    |
|  | Volero Le Cannet     | 0                   | Bordeaux-Mérignac  | 2 |                  |                  |  |  |                 |                 |  |  |                                    |                                    |
|  | 14 janvier 2025      |                     | Bordeaux-Mérignac  | 2 |                  |                  |  |  |                 |                 |  |  |                                    |                                    |
|  |                      | Quimper Volley      | 3                  |   |                  |                  |  |  |                 |                 |  |  |                                    |                                    |
|  | Quimper Volley       | Quimper Volley      | 3                  | 3 |                  |                  |  |  |                 |                 |  |  |                                    |                                    |
|  | Quimper Volley       | 11 février 2025     |                    | 3 |                  |                  |  |  |                 |                 |  |  |                                    |                                    |
|  | VBC Chamalières      | 0                   |                    |   |                  |                  |  |  |                 |                 |  |  |                                    |                                    |
|  | VBC Chamalières      | 0                   | Quimper Volley     | 2 |                  |                  |  |  |                 |                 |  |  |                                    |                                    |
|  | 14 janvier 2025      |                     | Quimper Volley     | 2 |                  |                  |  |  |                 |                 |  |  |                                    |                                    |
|  |                      | Mulhouse Alsace     | 3                  |   |                  |                  |  |  |                 |                 |  |  |                                    |                                    |
|  | RC Cannes            | Mulhouse Alsace     | 3                  | 1 |                  |                  |  |  |                 |                 |  |  |                                    |                                    |
|  | RC Cannes            |                     |                    | 1 |                  |                  |  |  |                 |                 |  |  |                                    |                                    |
|  | Mulhouse Alsace      | 3                   |                    |   |                  |                  |  |  |                 |                 |  |  |                                    |                                    |
|  | Mulhouse Alsace      | 3                   | Mulhouse Alsace    | 3 |                  |                  |  |  |                 |                 |  |  |                                    |                                    |
|  |                      |                     | Mulhouse Alsace    | 3 |                  |                  |  |  |                 |                 |  |  |                                    |                                    |
|  |                      | Levallois Paris     | 0                  |   |                  |                  |  |  |                 |                 |  |  |                                    |                                    |
|  | Levallois Paris      | Levallois Paris     | 0                  |   |                  |                  |  |  |                 |                 |  |  |                                    |                                    |
|  |                      |                     |                    |   |                  |                  |  |  |                 |                 |  |  |                                    |                                    |
|  |                      |                     |                    |   |                  |                  |  |  |                 |                 |  |  |                                    |                                    |
|  |                      |                     |                    |   |                  |                  |  |  |                 |                 |  |  |                                    |                                    |

* Les horaires des rencontres sont indiquées en heure locale.

### Finale
La rencontre se dispute le 29 mars 2025 au Colisée, à Chartres, et donne lieu à une réédition de la finale 2024 entre Nantes et Mulhouse, remportée par les Ligériennes. Plus régulier et supérieur dans certains secteurs clés, comme le service et le bloc, le VMA remporte son deuxième titre dans l'épreuve après 2021, en s'imposant en quatre manches (28-26, 22-25, 25-19, 25-22). La passeuse française de Mulhouse, Énora Danard-Selosse, est désignée meilleure joueuse du match. 
| Vainqueur de la Coupe de France 2024-2025 Volley Mulhouse Alsace 2e victoire |

## Statistiques
La meilleure marqueuse de la compétition est Reagan Rutherford (Mulhouse) avec 83 points inscrits devant Katelyn Evans (71 points, Mulhouse) et Haylie Bennett (66 points, Nantes).